# Campus
En campus er et låneord fra USA-engelsk, der betegner et sammenhængende universitetsområde eller college, der ofte inkluderer biblioteker, auditorier og opholdsområder. Campus er latin for "åben plads" 
Udtrykket stammer fra Princeton University i New Jersey og første kendte forekomst er fra 1775.[kilde mangler] I begyndelsen refererede ordet udelukkende til den åbne plads mellem bygningerne – senere blev det en betegnelse for det samlede område. 
I dag anvendes ordet også for europæiske universiteter med flere bygninger i et parkagtigt område. Et par danske eksempler er Aarhus Universitet, Syddansk Universitet, Aalborg Universitet, Roskilde Universitet, og til dels Danmarks Tekniske Universitet på Lundtofte-sletten.
Et campus-universitet ligger ofte i udkanten af en større by og står i modsætning til universiteter, hvor bygningerne er spredt ud over byen, som det for eksempel er tilfældet med Københavns Universitet i dag. Københavns Universitet har dog inddelt sin tilstedeværelse i byen i fire campusser: City Campus, Nørre Campus, Søndre Campus og Frederiksberg Campus.
- Wikimedia Commons har flere filer relateret til Campus

| Arkitektur | Spire Denne arkitekturartikel er en spire som bør udbygges. Du er velkommen til at hjælpe Wikipedia ved at udvide den. |

| | Denne artikel kan blive bedre, hvis der indsættes et (bedre) billede Hjælp os ved at uploade dit eget billede eller finde et på Internettet. \| Se nærmere om hvordan \| \| ---------------------------------------------------------------------------------------------------------------------------------------------------------------------------------------------------------------------------------------------------------------------------------------------------------------------------------------------------------------------------------------------------------------------------------------------------------------------------------------------------------------------------------------------------------------------------------------------------------------------------------------------------------------------------------------------------------------------------------------------------------------------------------------------------------------------------- \| \| Du kan hjælpe ved at uploade et eller flere af dine billeder til Wikimedia Commons iht. de tilladte licenser og indsætte det/dem i artiklen. Har du ikke selv taget et billede, kan du søge efter eksisterende filer på Wikimedia Commons eller på fx på Flickr - fx med værktøjet Free Image Search Tool. Værktøjet er på engelsk, men du skal blot klikke på linket og derefter på knappen "Do it!". Du kan ændre antallet af viste eksempler ved at rette "5" til fx "25" hvis du ikke fandt et godt billede. Du skal være opmærksom på, at fair use ikke er tilladt på den danske Wikipedia. Er du i tvivl kan du spørge en administrator om hjælp. Kan du ikke finde nogle frie billeder, kan du prøve at spørge ejeren af ikke-frie billeder, om de vil donere et billede. Du kan finde eksempler på forespørgsel her. \| |
| Se nærmere om hvordan | |
| Du kan hjælpe ved at uploade et eller flere af dine billeder til Wikimedia Commons iht. de tilladte licenser og indsætte det/dem i artiklen. Har du ikke selv taget et billede, kan du søge efter eksisterende filer på Wikimedia Commons eller på fx på Flickr - fx med værktøjet Free Image Search Tool. Værktøjet er på engelsk, men du skal blot klikke på linket og derefter på knappen "Do it!". Du kan ændre antallet af viste eksempler ved at rette "5" til fx "25" hvis du ikke fandt et godt billede. Du skal være opmærksom på, at fair use ikke er tilladt på den danske Wikipedia. Er du i tvivl kan du spørge en administrator om hjælp. Kan du ikke finde nogle frie billeder, kan du prøve at spørge ejeren af ikke-frie billeder, om de vil donere et billede. Du kan finde eksempler på forespørgsel her. | |